# Közép-Ázsia pusztáin

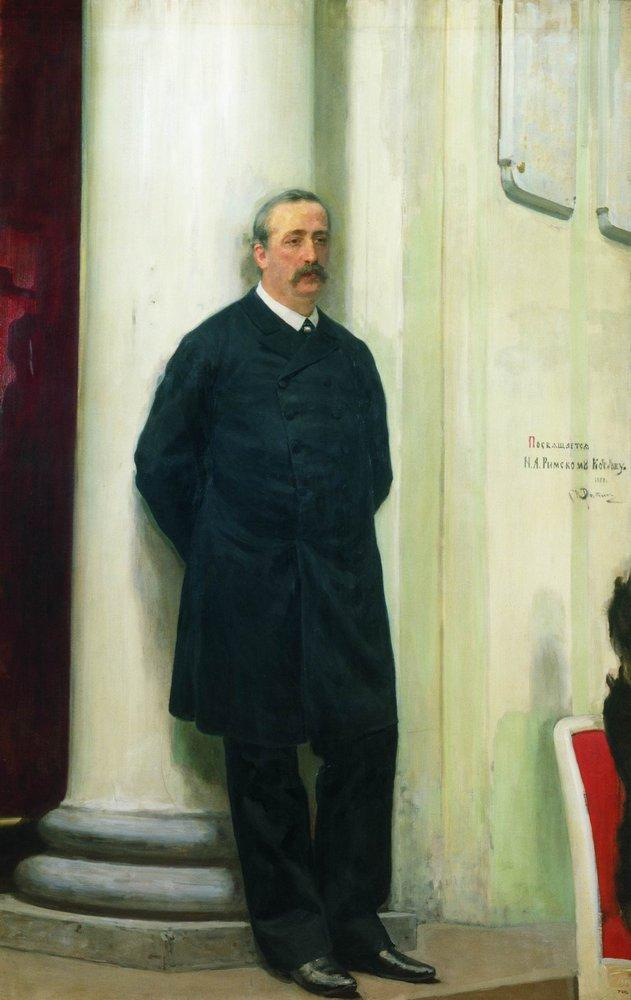
Borogyin Ilja Repin festményén

A Közép-Ázsia pusztáin (oroszul: В средней Азии/V srednyeĭ Azii, szó szerint "Közép-Ázsiában") Alekszandr Borogyin 1880-ban írt szimfonikus költeménye (vagy "zenei tabló"), és amelyet Liszt Ferencnek ajánlotta.

## A mű háttere
A Közép-Ázsia pusztáin azt akarták bemutatni, mint egyike a több tablóvivánsnak, hogy megünnepeljék II. Sándor orosz cár uralkodásának ezüst évfordulóját, aki sokat tett az Orosz Birodalom keleti irányú terjeszkedéséért. A tervezett produkció sohasem valósult meg, de a mű az első fellépés óta, 1880.április 20-án (régi naptár szerint, április 8-án) Szentpéterváron a koncertek kedvence, az Orosz Operaház zenekarának előadásában, Nyikolaj Rimszkij-Korszakov vezényletével.

## Szerkezete
A mű az oroszok és az ázsiaiak közötti interakciót ábrázolja Közép-Ázsia sztyeppjein. Egy közép-ázsiai lakókocsi orosz csapatok védelme alatt kel át a sivatagon. Először az oroszokat képviselő nyitótéma hallható; utána az ázsiaiakat képviselő angolkürtön díszített keleti dallam törzsei. A dallamok végül ellentmondásosan egyesülnek. E két etnikai dallam közepette Borogyin egy „utazó” témát illeszt be a pizzicato-ba, amely a lovak és tevék szarvas patáját képviseli. A végén csak az orosz téma hallható.

## Hangszerelése
2 fuvola, oboa, angolkürt, 2 klarinét, 2 fagott, 4 kürt, 2 trombita, 2 harsona, basszus harsona, üstdob és vonós hangszerek.
Borogyin a zongora négy kezesre is átírta.
Az előadása – tempóválasztástól függően – 7 és fél percet vesz igénybe.

## A zeneszerző megjegyzése
A zeneszerző a kotta jegyzetében a következő leírást adta:
Közép-Ázsia monoton sztyeppjeinek csendjében hallatszik a békés orosz dal ismeretlen hangja. A távolból halljuk a lovak és tevék közeledését, valamint egy keleti dallam furcsa és melankolikus hangjait. Egy karaván közeledik, orosz katonák kíséretében, és biztonságosan folytatja útját a hatalmas sivatagon. Lassan eltűnik. Az orosz és ázsiai dallamok hangjai közös harmóniában egyesülnek, amely elhal, ahogy a karaván eltűnik a távolban.